# Melchor Posse
Melchor Ángel Posse (Rosario, 6 de septiembre de 1932-San Isidro, 16 de enero de 2004) fue un médico y político argentino perteneciente a la Unión Cívica Radical, quien fue intendente del Partido de San Isidro, en la zona norte del Gran Buenos Aires, ejerciendo un total de cinco mandatos (1958-1962, 1983-1987, 1987-1991, 1991-1995 y 1995-1999).

## Biografía

### Comienzos
Nacido el 6 de septiembre de 1932 en la ciudad santafesina de Rosario, comenzó a militar desde su adolescencia en la Unión Cívica Radical (UCR). Era hijo de Melchor Saverio Posse, dirigente sindical ferroviario y diputado nacional, cuyo nombre le fue impuesto a la biblioteca del Colegio Industrial de San Isidro, donde se había radicado.
A los 22 años se recibió de médico pediatra (ejerció hasta 1999).

### Intendente de San Isidro
En 1958, a la edad de 25 años asumió por primera vez como intendente municipal de San Isidro, cargo que mantendría hasta 1962.En 1963 fue elegido concejal de la ciudad.
Acompañó a Arturo Frondizi en la UCRI (Unión Cívica Radical Intransigente) cuando la UCR se dividió y lo siguió en la década del 60, cuando el expresidente fundó el MID (Movimiento de Integración y Desarrollo). Entre 1973 y 1982 presidió el comité provincial del mismo poco antes de volver al radicalismo que conducía Raúl Alfonsín y que ganó las elecciones presidenciales de octubre de 1983. Seis años después, Posse ya era Secretario de la Convención Nacional Partidaria y siempre se mantuvo intransigente de las decisiones partidarias nacionales y provinciales (casi nunca se encontraba de acuerdo). 
En 1983, con el regreso de la democracia, es elegido nuevamente en el cargo de intendente de San Isidro, en el cual se mantendría hasta 1999. Durante cinco períodos estuvo al frente del municipio.

#### Gestión
Durante sus cinco períodos al frente del municipio, Posse  colaboró en la construcción de escuelas primarias y secundarias, así como la sede Norte de la Universidad de Buenos Aires

#### Precandidato a Gobernador de Buenos Aires en 1991
En 1991 Posse busca la candidatura a gobernador de Buenos Aires con apoyo del gobernador cordobés y excandidato a presidente en 1989, Eduardo César Angeloz. Posse debía enfrentarse en ese entonces al alfonsinista Juan Carlos Pugliese apoyado por Leopoldo Moreau y al intendente de Bahía Blanca Juan Carlos Cabiron que se postulaba por el sector de Federico Storani. Su compañero de fórmula y candidato a vicegobernador fue el intendente del Partido de Avellaneda (1983-1989), Luis Raúl Sagol.
|  | 41,89 % |

|  | 34,43 % |

|  | 23,67 % |

#### Rivalidad con Moreau
Su rivalidad con Leopoldo Moreau se remonta a 1983 cuando tanto Posse como Moreau buscaban la candidatura a intendente de San Isidro, Alfonsín intentó convencer a Posse de que aceptara una candidatura como senador nacional la cual rechazó. Posse viraba del desarrollismo a la UCR y Moreau acumulaba horas en la línea alfonsinista Movimiento de Renovación y Cambio.Tras no lograr que Posse aceptara ir como senador nacional fue a una interna contra Moreau la cual ganó con más de 1.500 votos, Moreau jamás olvidaría aquella derrota.
Mientras Posse consolidaba su gestión en San Isidro, mandato tras mandato, Moreau se encargaba de "alambrarle" el municipio a su archienemigo. En 1989 Posse jugó fuerte con Eduardo Angeloz, líder de la Línea Federal, al cual apoyó en las presidenciales y cuando Angeloz anunciaba que quería ir por el Comité Nacional de la UCR. Angeloz apoyó a Posse en las internas para gobernador en 1991 en la cual el intendente salió segundo y el candidato de Moreau, Juan Carlos Pugliese salió victorioso aunque Posse logró otra reelección en San Isidro. Moreau siempre le recordó a Posse que en 1999 no pudieron ganar la provincia, elección en la cual iba como candidato a vicegobernador. También lo acusó de ser un protegido del dúo De la Rua-Fernando De Santibañes.

### Vicepresidente del Comité Nacional de la UCR
Posse fue derrotado en 1995 por Rodolfo Terragno para la presidencia del Comité Nacional de la UCR. Posse logró 46 votos de delegados y Terragno 54. Terragno tuvo que aceptar en el último momento un acuerdo entre los principales dirigentes del partido para preservar la unidad y cedió la vicepresidencia a Posse.

### Funcionario de la Alianza
En 1998 Melchor Posse transformó un brindis de fin de año en el lanzamiento de su candidatura a gobernador de Buenos Aires para 1999. Estuvieron acompañándolo, Fernando De la Rúa, Raúl Alfonsín, el ex titular de la UCR Rodolfo Terragno y el exgobernador de Córdoba Eduardo Angeloz, entre otros.
En 1999 fue al final candidato a vicegobernador de la provincia de Buenos Aires acompañando en la fórmula a Graciela Fernández Meijide, siendo derrotados por el Partido Justicialista. Obtuvieron 41,36% de los votos, frente al 48,34% que logró Carlos Ruckauf, quien ganó la gobernación.
Durante el gobierno de la Alianza fue secretario de Seguridad Social de la Nación y Director Ejecutivo de la Anses, cargo a los cuales renuncia a ocho meses de gestión por no acatar el plan de gobierno. Bajo su breve administración Posse había logrado un ahorro de 9 mil millones de dólares. [cita requerida]Esos fondos quiso destinarlos al aumento en las jubilaciones, pero encontró una cerrada negativa en el presidente Fernando De la Rúa y su ministro de economía José Luis Machinea, que decidieron aportar ese dinero a los pagos al Fondo Monetario Internacional.[cita requerida]
En diciembre de 2001 fue elegido diputado nacional por la provincia de Buenos Aires y un año más tarde se sumó, en calidad de extrapartidario, al Movimiento Nacional y Popular (MNyP) que conducía el expresidente Adolfo Rodríguez Saá. Esta decisión le valió la expulsión de las filas de la UCR. En las elecciones de abril de 2003 conformó la fórmula presidencial del MNyP como candidato a Vicepresidente de la Nación, obteniendo casi tres millones de votos.

### Fallecimiento
Murió el 16 de enero de 2004 en el Hospital Central de San Isidro A modo de reconocimiento, el 23 de diciembre de 2008 dicho hospital recibió la imposición de su nombre.

### Libro
- Los Desarraigados (1964)